# 藤原飛呂
藤原 飛呂(也稱 藤原 尋)（12月23日—），日本女性漫畫家，血型B型，京都精華大學人文學部畢業。代表作為《會長是女僕大人》。
目前活躍於白泉社少女漫畫雜誌《LaLa》。
香港、新加坡、台灣、泰國、印度尼西亞、德國、美國皆有授權出版她的漫畫作品《學生會長是女僕》。

## 經歷
- 2004年，以《帰り道、雪の熱》獲得第144回LMS　ベストルーキー賞（最佳新人獎）。
- 2004年，以《紅い夢》獲得第36回LMG　フレッシュデビュー賞（初次亮相獎）。
- 2006年，以《學生會長是女僕》獲得第31回白泉社雅典娜新人大賞新作優秀者賞。
- 2008年，5月在大阪舉行簽名會，同年8月在香港動漫電玩節舉行第二次簽名會。[2]
- 2014年，在台灣漫博舉行簽名會（配合《學生會長是女僕》第18集單行本發行）

## 作品

### 長篇作品
- 《學生會長是女僕》（LaLa 2006年 - 2013年、全18卷）
- 《小雪會墮入地獄嗎》（LaLa 2014年 - 2016年、全6卷）
- 《月島的刺殺方法》（LaLaDX 2020年 - 連載中）

### 短篇作品
- 〈半熟ウルフ〉（刊登於2004/11/10　LaLa　Special）
- 〈君の陽だまり〉（刊登於2005/02/10　LaLaDX 3月號）
- 〈少年スクランブル〉（刊登於2005/04/23　LaLa 6月號）
- 〈透明な世界〉（透明的世界）（刊登於2005/10/8　LaLaDX 11月號，收錄於《學生會長是女僕》單行本第一集）
- 〈鏡界の死神〉（刊登於2011年 黑LaLa）
- 〈このままじゃダメみたいです〉（刊登於2012年 青LaLa）
- 〈#はぐれ路地〉（刊登於2017年 LaLa 9月號）
- 〈胸キュン上等!〉（刊登於2019年 LaLa 4月號）

### 投稿作品
- 《紅い夢》　 第36回LMG　フレッシュデビュー賞（初次亮相獎）（刊登於2004/10/09　LaLaDX 11月號）
- 《帰り道、雪の熱》　第144回LMS　ベストルーキー賞（最佳新人獎）（刊登於2004/04/10　LaLaDX 5月號）

### 其它
- 《会長はメイド様!公式ファンブックご主人様も大満足》

## 外部連結
- （日語）ZERO （页面存档备份，存于）（公式網站）
- （日語）
- 博客來網路書店 - 目前您搜尋的關鍵字為: 藤原飛呂 （页面存档备份，存于）